# Okli
Okli, česky také Akli nebo Aklín, ukrajinsky Дюла, maďarsky Szőlősgyula nebo zkráceně Gyula, rumunsky Jula), je osada obce Nevetlenfolu v Pyjterfolvivské vesnické komunitě v okrese Berehovo v Zakarpatské oblasti Ukrajiny. V roce 2001 v obci žilo 364 obyvatel, z toho 96,72 % obyvatel bylo maďarské národnosti.

## Historie
Obec byla součástí Uherska. Po skončení první světové války se obec na základě Trianonské smlouvy a na základě dodatečných jednání s Rumunskem stala součástí nově vzniklého Československa. V roce 1930 zde žilo 708 obyvatel. V roce 1938 byla obec v důsledku první vídeňské arbitráže přičleněna k Maďarsku. Za druhé světové války zahynulo z této obce devět mužů. Na podzim roku 1944 bylo 27 mužů z této obce odvezeno do sovětských pracovních táborů, ve kterých 19 z nich zemřelo.Po skončení druhé světové války byla obec postoupena Sovětskému svazu a stala se pod názvem Klynove (ukrajinsky Клинове) součástí Ukrajinské sovětské socialistické republiky. Po rozpadu SSSR se obec v roce 1991 stala součástí samostatné Ukrajiny. V roce 2000 byla přejmenována na Okli.

## Pamětihodnosti
- Kostel, postavený v 15. století v gotickém stylu